# Ancaravi
Ancaravi (auch: Antacahua del Cataza) ist eine Ortschaft im Departamento Oruro im Hochland des südamerikanischen Andenstaates Bolivien.

## Lage im Nahraum
Ancaravi ist eine Ortschaft im Municipio Corque in der Provinz Carangas. Ancaravi liegt auf einer Höhe von 3813 m über dem Meeresspiegel auf dem bolivianischen Altiplano am südwestlichen Ende der Serranía de Huayllamarca.

## Geographie
Das Klima der Region Ancaravi ist semiarid und weist eine kurze Regenzeit im Sommer auf, der Jahresniederschlag liegt bei knapp 300 mm (siehe Klimadiagramm Turco). Die Jahresdurchschnittstemperatur liegt bei gut 6 °C ohne wesentliche Schwankungen im Jahresverlauf, aber mit starken Tagesschwankungen der Temperatur und häufigem Frostwechsel.
Die Vegetation entspricht der semiariden Puna. Sie ist baumlos und setzt sich vor allem aus Dornsträuchern, Gräsern, Sukkulenten und Polsterpflanzen zusammen. Sie wird wirtschaftlich als Lama-, Alpaka- und Schafweide genutzt.

## Verkehrsnetz
Ancaravi liegt in einer Entfernung von 90 Straßenkilometern südwestlich von Oruro, der Hauptstadt des Departamentos.
Von Oruro aus führt die unbefestigte Nationalstraße Ruta 12 über Toledo nach Ancaravi und weiter über Opoqueri, Huachacalla und Pisiga an der chilenischen Grenze nach Colchane in Chile.
Ancaravi ist nach Überwindung der südlichen Ausläufer der Serranía de Huayllamarca die erste Ortschaft am Rande der westlich anschließenden großen Ebene, hier zweigt die Nationalstraße Ruta 27 von der Ruta 12 nach Nordwesten ab und führt über Turco nach Cosapa.

## Bevölkerung
Die Einwohnerzahl der Ortschaft war in den vergangenen beiden Jahrzehnten starken Schwankungen unterworfen:
| Jahr | Einwohner | Quelle       |
| ---- | --------- | ------------ |
| 1992 | 166       | Volkszählung |
| 2001 | 60        | Volkszählung |
| 2013 | 106       | Volkszählung |
| 2024 |           | Volkszählung |

Die Region weist einen hohen Anteil indigener Bevölkerung auf, im Municipio Corque sprechen 89,7 Prozent der über 6-Jährigen Aymara.